# Lasionycta leucocycla
Lasionycta leucocycla es una especie de mariposa nocturna de la familia Noctuidae.
Se puede encontrar en Escandinavia, Siberia y en el norte de Norteamérica.
La envergadura es de 22-28 mm. Las polillas vuelan de junio a julio. Los adultos se alimentan del néctar de las especies Silene acaulis, Mertensia paniculata y Senecio, probablemente Senecio lugens. Las larvas se alimentan de Dryas octopetala y Astragalus.

## Subspecies

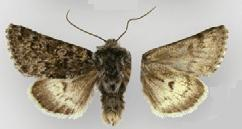
Lasionycta leucocycla hampa

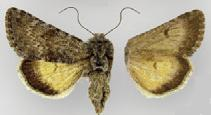
Lasionycta leucocycla hampa hembra

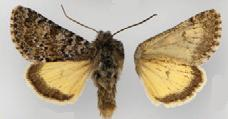
Lasionycta leucocycla hampa macho

- Lasionycta leucocycla dovrensis (norte de Europa)
- Lasionycta leucocycla altaica (Macizo de Altái)
- Lasionycta leucocycla leucocycla (Ártico norteamericano desde Groenlandia y el oeste de la isla Ellesmere hasta el norte del Yukón)
- Lasionycta leucocycla moeschleri (este de Canadá, desde la costa oriental de la bahía de Hudson y el sur del Labrador al norte, hacia las islas árticas cerca de la península de Ungava, en Quebec)
- Lasionycta leucocycla hampa (Montañas Blancas de Nuevo Hampshire)
- Lasionycta leucocycla albertensis (en Norteamérica, desde el centro-oeste de Alaska y el Yukón central en las Montañas Rocosas hasta la meseta de Beartooth en la frontera entre Montana y Wyoming, y en el Extremo Oriente ruso)
- Lasionycta leucocycla magadanensis (Eurasia)

Lasionycta leucocycla dovrensis es formalmente tratada como una subespecie de Lasionycta leucocycla, pero podría ser una especie válida, en cuyo caso Lasionycta leucocycla altaica probablemente sería una subespecie de Lasionycta dovrensis.

## Antiguas subespecies
- Lasionycta leucocycla kenteana (Kentei)
- Lasionycta leucocycla mongolica (Uliastay, Mongolia)
- Lasionycta leucocycla subfumosa (Territorios del Noroeste)

Lasionycta leucocycla flanda fue elevada al nivel de especie como Lasionycta flanda.
- Datos: Q3445288
- Multimedia: Lasionycta leucocycla / Q3445288
- Especies: Lasionycta leucocycla